# Leptoglossis ferreyraei
Leptoglossis ferreyraei är en potatisväxtart som beskrevs av A.T. Hunziker och R. Subils. Leptoglossis ferreyraei ingår i släktet Leptoglossis och familjen potatisväxter. Inga underarter finns listade i Catalogue of Life.